# エレオノーラ・マグダレナ・ゴンザーガ
エレオノーラ・マグダレーナ・ゴンザーガ・フォン・マントゥア＝ネヴェルス（Eleonora Magdalena Gonzaga von Mantua-Nevers, 1630年11月18日 - 1686年12月6日）は、神聖ローマ皇帝フェルディナント3世の3度目の皇后。ゴンザーガ家出身で、マントヴァ公世子カルロ・ゴンザーガ＝ネヴェルスと、マントヴァ公フランチェスコ4世の娘マリーアの間の娘である。フェルディナント2世の後妻でフェルディナント3世の継母にあたるエレオノーラ・ゴンザーガは母方の大叔母にあたり、この皇太后との区別のためJüngere（ドイツ語で「年少の」）と呼ばれた。
1651年、フェルディナント3世と結婚した。2人の間の子供は2女が成人した。
- エレオノーレ・マリア・ヨーゼファ（1653年 - 1697年） - ポーランド王ミハウ妃、後にロレーヌ公シャルル5世妃。
- マリア・アンナ・ヨーゼファ（1654年 - 1689年） - プファルツ選帝侯ヨハン・ヴィルヘルム妃。